# Zabity na śmierć
Zabity na śmierć – amerykańska komedia kryminalna z 1976 roku, na podstawie scenariusza Neila Simona. Główni bohaterowie filmu są parodiami znanych literackich detektywów, a sam film konstrukcją przypomina powieści Agathy Christie.

## Główne role
- Eileen Brennan – Tess Skeffington
- Truman Capote – Lionel Twain
- James Coco – Milo Perrier (postać sparodiowana: Herkules Poirot)
- Peter Falk – Sam Diamond (postać sparodiowana: Sam Spade, Richard Diamond)
- Alec Guinness – Bensonmum, lokaj
- Elsa Lanchester – Jessica Marbles (postać sparodiowana: Jane Marple)
- David Niven – Dick Charleston (postać sparodiowana: Nick Charles – bohater powieści Dashiella Hammetta)
- Peter Sellers – Sidney Wang (postać sparodiowana: inspektor Charlie Chan)
- Maggie Smith – Dora Charleston (postać sparodiowana: Nora Charles – bohaterka powieści Dashiella Hammetta)
- Nancy Walker – Pokojówka
- Estelle Winwood – Pielęgniarka
- James Cromwell – Marcel, szofer Perriera
- Richard Narita – Willie Wang, syn Wanga

## Fabuła
Do domostwa tajemniczego Lionela Twaina przybywa pięcioro najsłynniejszych detektywów świata. Gospodarz zaprosił ich na „kolację z morderstwem”. Przy stole zapowiada, że to on jest największym detektywem świata. Informuje ich, że o północy ktoś zostanie zamordowany, a kto rozwiąże sprawę śmierci otrzyma milion dolarów. O północy zostaje znaleziony martwy ślepy lokaj i sam Twain. Każdy z obecnych miał na pieńku z Twainem i każdy mógł zabić.

## Nagrody i nominacje
Złote Globy 1976
- Najbardziej obiecujący nowy aktor – Truman Capote (nominacja)